# X-treme Express
X-treme Express (Tetsu 1: Densha de Battle! (Tetsu 1: Densha de Battle! Tetsu Wan: Densha de Battoru!?) en Japón) es un videojuego lanzado para PlayStation 2 el 21 de febrero de 2001 en Japón y el 18 de marzo de 2002 en Gran Bretaña. También ha sido lanzado en Australia. Fue desarrollado por Syscom Entertainment y publicado por Midas Interactive Entertainment.
El juego trata sobre carreras de trenes, que varían según América del Norte, Europa y otras partes del mundo. El objetivo en el modo Gran Premio es llegar el primero a la meta, aunque en cada pista correrás hasta el final y luego a la inversa en dos carreras diferentes. Los otros modos son Tour, en el que completas una serie de pruebas y escenarios para desbloquear más trenes; Modo libre, donde puedes elegir en qué pista correr y la hora del día en que se realiza la carrera; y el modo VS, donde puedes jugar contra otros jugadores. El nivel de dificultad se puede cambiar para adaptarse al nivel de habilidad del jugador y en el modo más fácil el tren nunca descarrilará al tomar curvas. En los modos más difíciles, si el jugador no reduce la velocidad y mueve el centro de gravedad metro para contrarrestar las fuerzas Gs de las curvas, el tren descarrilará. Hay más de 80 trenes en el juego, algunos de los cuales son temáticos, y 10 vías para correr.